# Wilhelm Schwar

Porträt Wilhelm Schwar

Wilhelm Friedrich Johann Schwar (* 25. Mai 1860 in Münster; † 9. April 1943 in München) war ein deutscher Kunstmaler, der vor allem bekannt ist für seine Tierdarstellungen, speziell Katzen.

## Leben
Schwar war der neunte Sohn des Schönfärbers Jodocus Bernard Schwar. Schon früh entdeckte er seine Leidenschaft für das Zeichnen und Malen, begann jedoch als „Commis“ (Kaufmannsgehilfe) und arbeitete als solcher seit Oktober 1884 in Hamburg. Nebenbei widmete er sich jedoch autodidaktisch seiner heimlichen Leidenschaft, der Malerei. Ein verschollenes Gemälde, welches einen Bauern mit Zahnweh darstellt, ist bezeichnet und datiert Hamburg ’84, W. Schwar. Doch schon ein Jahr später im September 1885 verließ er Hamburg wieder und meldete sich im Oktober 1885 in der damaligen Künstlerhochburg München an, um sich ganz der Malerei zu widmen.
Während er autodidaktisch seine Studien in der Natur und an Menschen betrieb, lernte er in dieser Zeit andere junge Künstler kennen. Zusammen mit Christian Heuser (1862–1942) und Gustav Köhler (1859–1932) besuchte er die Malschule von Karl Rickelt (1857–1944) und wurde 1892 „ordentliches“ Mitglied der Münchner Künstlergenossenschaft.
Ab 1890 („Lustige Gesellen“) stellte er fast regelmäßig auf den Jahresausstellungen im Münchener Glaspalast aus. In den folgenden Jahren beschickte er auch die Ausstellungen der Kunstvereine in Hannover (1894 Kartenspieler, Briefleserin), Bremen (1894 „Siesta“), Berlin, Hamburg, Baden-Baden etc.
1892 heiratete Schwar Barbara Schmautz und konnte 1898 aufgrund seiner inzwischen erfolgreichen Verkäufe seiner Bilder ein Haus in der Kratzerstr. 40 in der Pfarrgemeinde Gern (heute ein Ortsteil von München) erwerben. Dort lebte in der Nachbarschaft der als „Katzenraffael“ bekannte Kunstmaler Julius Adam aus der Malerdynastie Adam.

Katzenmutter mit Jungen (Öl/Lwd)

Nachdem er sich in den ersten Jahren seiner künstlerischen Tätigkeit der Darstellung von Landsknechten (Lustige Gesellen, Kartenspieler), Stillleben (1891) und Szenen aus dem ländlichen Leben (1894: Sensenschleifer, 1897: Kartoffelernte) widmete, kam er ab 1896 zur Tiermalerei (Hund, Hühner) und spezialisierte sich schließlich, bedingt durch den Zeitgeschmack oder auch beeinflusst durch Julius Adam, dessen Katzengemälde sich gut verkauften, Ende der 1890er Jahre ebenfalls auf die Darstellung von Katzen.
Auch in Frankreich (Eugène Lambert; 1825–1900), Belgien/Niederlande (Henriette Ronner-Knip; 1821–1909), England (Louis Wain; 1860–1939), Österreich (Carl Reichert; 1836–1918), Schweiz (Théophile-Alexandre Steinlen; 1859–1923, und sogar Amerika (John Henry Dolph; 1835–1903) und der aus Österreich eingewanderte Carl Kahler 1855–1906) setzten den Salontigern in ihren Gemälden ein Denkmal und fanden eine begeisterte Käuferschicht.
So nahmen auch viele Katzengemälde von Wilhelm Schwar durch Verkaufsvermittlung seines nach Kalifornien ausgewanderten Bruders Bernard (* 1861, † ?) ihren Weg nach Amerika, wenn sie nicht auf Kunstausstellungen in Deutschland von reisefreudigen amerikanischen Kunstliebhabern angekauft wurden. Für das breite Publikum, bei dem sich die Katzenmotive ebenfalls großer Beliebtheit erfreuten, wurden seine Gemälde als Kunstdrucke von den Verlagen Franz Hanfstängl, München und der Photographischen Union, München in verschiedenen qualitativen Ausführungen hergestellt. Theo. Stroefer’s Kunstverlag, Nürnberg und andere Hersteller der um die Jahrhundertwende so beliebten Bild- und Kunstpostkarten übernahmen seine Motive von Katzen und Hunden, die dann auf die Reise in die Welt geschickt wurden und in Sammelalben aufbewahrt wurden. Neben Katalogen, Kunstdrucken und -zeitschriften war die Postkarte ein wichtiges Medium, um die ausgestellten Werke einer breiten Schicht der Bevölkerung bekannt zu machen. Auch in den „illustrierten“ Familienblättern „Die Gartenlaube“ und „Über Land und Meer“ wurden seine Gemälde von Katzen in Form von Holzstichen reproduziert und im Familienkreis und in Leihbibliotheken und Caféhäusern den Lesern nahegebracht.
Der Erste Weltkrieg beendete nicht nur die Ausstellungen in den Kunstvereinen, sondern auch die Nachfrage nach seinen Katzengemälden. Zwar stellte er nach Kriegsende bis 1927 im Glaspalast München aus, aber die finanziellen Probleme häuften sich auch aufgrund des Währungsverfalls. Mit fast 70 Jahren ließ auch die Schaffenskraft aufgrund gesundheitlicher Probleme nach. Nach dem Tod seiner Ehefrau 1937 und in den Wirren des Zweiten Weltkrieges verstarb Wilhelm Schwar 1943 im 83. Lebensjahr einsam und vergessen. Er liegt begraben auf dem Westfriedhof in München, Sektion 113-4-38.

## Werke
München, Städtische Galerie im Lenbachhaus, K 5180, „Gemüsestillleben“, 1892, 64 × 89 cm, Öl/Lwd., K 3871, „Dahlien“, 1929, 51 × 41 cm, Öl/Lwd.
Wolverhampton, Wightwick Manor (National Trust Collections), Inv.-Nr. 1288969, „The Three Friends“, 1898, 27,5 × 20,5 cm, Öl/Lwd.